# 第五大道400号

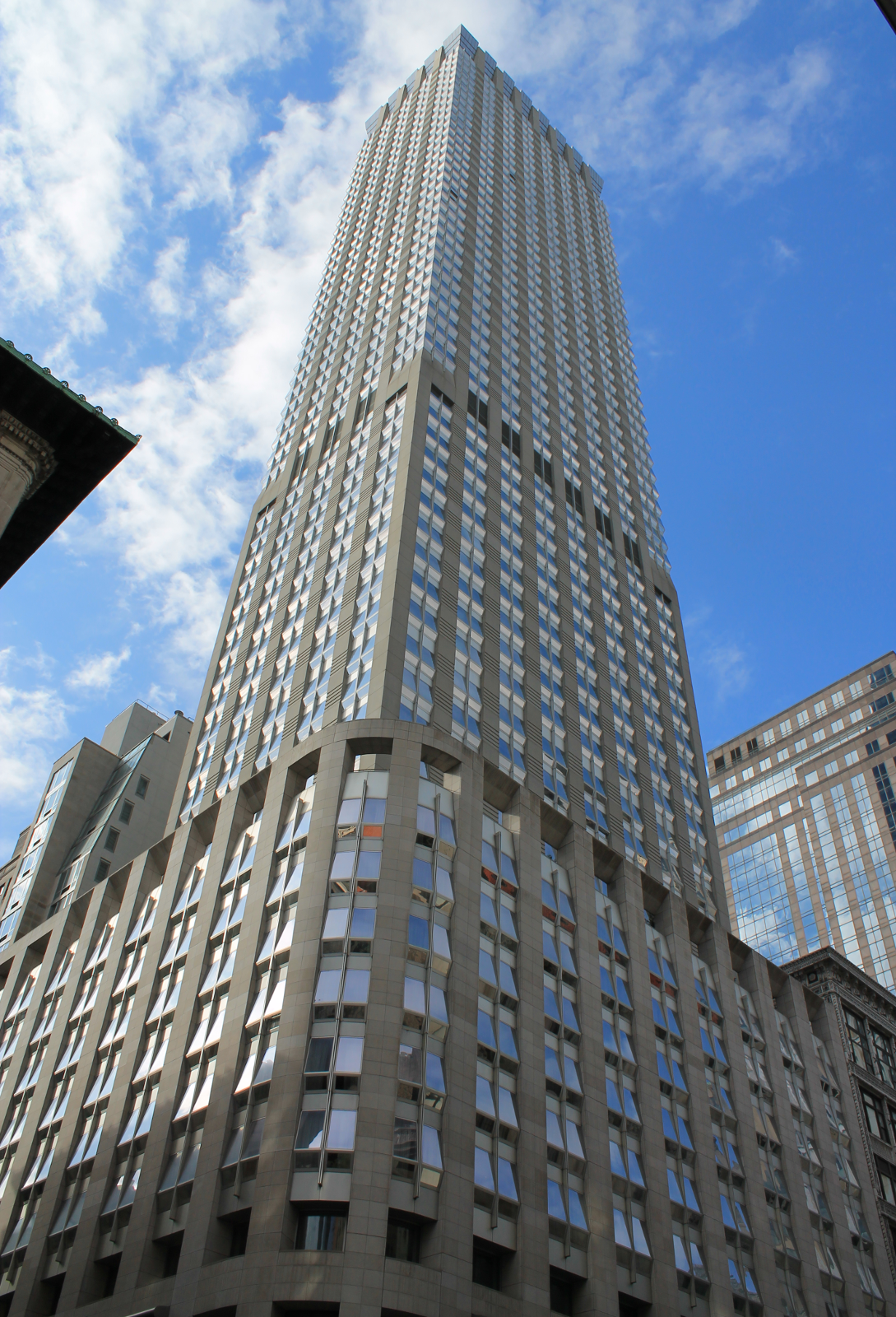

纽约朗廷酒店，或称第五大道400号，是纽约市一栋高档宾馆和摩天大楼。在2010年建造，2013年改为现名。该大楼位于曼哈顿中城第五大道400号，靠近时代广场和中央车站。5楼到27楼为214间宾馆客房。